# Kornelius Blisand
 Kornelius Blisand  er Andebys grundlægger. Han er ikke en nulevende person, han kendes først og fremmest fra en klassisk Carl Barks-historie, hvor en rig maharajah konkurrerer med Joakim von And om, hvem der kan rejse den største og dyreste statue af byens grundlægger. Siden har han, især hos Don Rosa, indgået som den selvfølgelige grundlægger af Andeby. Ifølge Don Rosa levede han fra 1790-1880. Han grundlagde Andeby i 1819.